# Юнацька збірна Палестини з футболу (U-17)
Юнацька збірна Палестини з футболу (U-17) — національна футбольна збірна Палестини, що складається із гравців віком до 17 років. Керівництво командою здійснює Футбольна федерація Палестини.
Головним континентальним турніром для команди є Юнацький кубок Азії, який з 2008 року розігрується серед команд з віковим обмеженням до 16 років, і успішний виступ на якому дозволяє отримати путівку на Чемпіонат світу (U-17). Також може брати участь у товариських і регіональних змаганнях.

## Виступи на міжнародних турнірах

### Юнацький чемпіонат світу (U-17)
| Рік    | Раунд              | Місце              | І                  | В                  | Н                  | П                  | Г+                 | Г-                 |
| ------ | ------------------ | ------------------ | ------------------ | ------------------ | ------------------ | ------------------ | ------------------ | ------------------ |
| 1985   | не брала участі    | не брала участі    | не брала участі    | не брала участі    | не брала участі    | не брала участі    | не брала участі    | не брала участі    |
| 1987   | не брала участі    | не брала участі    | не брала участі    | не брала участі    | не брала участі    | не брала участі    | не брала участі    | не брала участі    |
| 1989   | не брала участі    | не брала участі    | не брала участі    | не брала участі    | не брала участі    | не брала участі    | не брала участі    | не брала участі    |
| 1991   | не брала участі    | не брала участі    | не брала участі    | не брала участі    | не брала участі    | не брала участі    | не брала участі    | не брала участі    |
| 1993   | не брала участі    | не брала участі    | не брала участі    | не брала участі    | не брала участі    | не брала участі    | не брала участі    | не брала участі    |
| 1995   | не брала участі    | не брала участі    | не брала участі    | не брала участі    | не брала участі    | не брала участі    | не брала участі    | не брала участі    |
| 1997   | не брала участі    | не брала участі    | не брала участі    | не брала участі    | не брала участі    | не брала участі    | не брала участі    | не брала участі    |
| 1999   | не брала участі    | не брала участі    | не брала участі    | не брала участі    | не брала участі    | не брала участі    | не брала участі    | не брала участі    |
| 2001   | не брала участі    | не брала участі    | не брала участі    | не брала участі    | не брала участі    | не брала участі    | не брала участі    | не брала участі    |
| 2003   | не кваліфікувалася | не кваліфікувалася | не кваліфікувалася | не кваліфікувалася | не кваліфікувалася | не кваліфікувалася | не кваліфікувалася | не кваліфікувалася |
| 2005   | не кваліфікувалася | не кваліфікувалася | не кваліфікувалася | не кваліфікувалася | не кваліфікувалася | не кваліфікувалася | не кваліфікувалася | не кваліфікувалася |
| 2007   | не кваліфікувалася | не кваліфікувалася | не кваліфікувалася | не кваліфікувалася | не кваліфікувалася | не кваліфікувалася | не кваліфікувалася | не кваліфікувалася |
| 2009   | не кваліфікувалася | не кваліфікувалася | не кваліфікувалася | не кваліфікувалася | не кваліфікувалася | не кваліфікувалася | не кваліфікувалася | не кваліфікувалася |
| 2011   | не кваліфікувалася | не кваліфікувалася | не кваліфікувалася | не кваліфікувалася | не кваліфікувалася | не кваліфікувалася | не кваліфікувалася | не кваліфікувалася |
| 2013   | не кваліфікувалася | не кваліфікувалася | не кваліфікувалася | не кваліфікувалася | не кваліфікувалася | не кваліфікувалася | не кваліфікувалася | не кваліфікувалася |
| 2015   | не кваліфікувалася | не кваліфікувалася | не кваліфікувалася | не кваліфікувалася | не кваліфікувалася | не кваліфікувалася | не кваліфікувалася | не кваліфікувалася |
| 2017   | не кваліфікувалася | не кваліфікувалася | не кваліфікувалася | не кваліфікувалася | не кваліфікувалася | не кваліфікувалася | не кваліфікувалася | не кваліфікувалася |
| 2019   | не кваліфікувалася | не кваліфікувалася | не кваліфікувалася | не кваліфікувалася | не кваліфікувалася | не кваліфікувалася | не кваліфікувалася | не кваліфікувалася |
| 2021   | не кваліфікувалася | не кваліфікувалася | не кваліфікувалася | не кваліфікувалася | не кваліфікувалася | не кваліфікувалася | не кваліфікувалася | не кваліфікувалася |
| Усього | 0/19               | 9-е                | 0                  | 0                  | 0                  | 0                  | 0                  | 0                  |

### Юнацький кубок Азії з футболу
| Юнацький кубок Азії | Юнацький кубок Азії | Юнацький кубок Азії | Юнацький кубок Азії | Юнацький кубок Азії | Юнацький кубок Азії | Юнацький кубок Азії | Юнацький кубок Азії | Юнацький кубок Азії |                 | Відбір на Юнацький кубок Азії | Відбір на Юнацький кубок Азії | Відбір на Юнацький кубок Азії | Відбір на Юнацький кубок Азії | Відбір на Юнацький кубок Азії | Відбір на Юнацький кубок Азії | Відбір на Юнацький кубок Азії |
| Рік                 | Раунд               | І                   | В                   | Н                   | П                   | Г+                  | Г-                  | РГ                  | І               | В                             | Н                             | П                             | Г+                            | Г-                            | РГ                            |                               |
| 1985                | не брала участі     | не брала участі     | не брала участі     | не брала участі     | не брала участі     | не брала участі     | не брала участі     | не брала участі     | не брала участі | не брала участі               | не брала участі               | не брала участі               | не брала участі               | не брала участі               | не брала участі               | не брала участі               |
| 1986                | не брала участі     | не брала участі     | не брала участі     | не брала участі     | не брала участі     | не брала участі     | не брала участі     | не брала участі     | не брала участі | не брала участі               | не брала участі               | не брала участі               | не брала участі               | не брала участі               | не брала участі               | не брала участі               |
| 1988                | не брала участі     | не брала участі     | не брала участі     | не брала участі     | не брала участі     | не брала участі     | не брала участі     | не брала участі     | не брала участі | не брала участі               | не брала участі               | не брала участі               | не брала участі               | не брала участі               | не брала участі               | не брала участі               |
| 1990                | не брала участі     | не брала участі     | не брала участі     | не брала участі     | не брала участі     | не брала участі     | не брала участі     | не брала участі     | не брала участі | не брала участі               | не брала участі               | не брала участі               | не брала участі               | не брала участі               | не брала участі               | не брала участі               |
| 1992                | не брала участі     | не брала участі     | не брала участі     | не брала участі     | не брала участі     | не брала участі     | не брала участі     | не брала участі     | не брала участі | не брала участі               | не брала участі               | не брала участі               | не брала участі               | не брала участі               | не брала участі               | не брала участі               |
| 1994                | не брала участі     | не брала участі     | не брала участі     | не брала участі     | не брала участі     | не брала участі     | не брала участі     | не брала участі     | не брала участі | не брала участі               | не брала участі               | не брала участі               | не брала участі               | не брала участі               | не брала участі               | не брала участі               |
| 1996                | не брала участі     | не брала участі     | не брала участі     | не брала участі     | не брала участі     | не брала участі     | не брала участі     | не брала участі     | не брала участі | не брала участі               | не брала участі               | не брала участі               | не брала участі               | не брала участі               | не брала участі               | не брала участі               |
| 1998                | не кваліфікувалася  | не кваліфікувалася  | не кваліфікувалася  | не кваліфікувалася  | не кваліфікувалася  | не кваліфікувалася  | не кваліфікувалася  | не кваліфікувалася  | 3               | 0                             | 0                             | 3                             | 1                             | 20                            | −19                           |                               |
| 2000                | не брала участі     | не брала участі     | не брала участі     | не брала участі     | не брала участі     | не брала участі     | не брала участі     | не брала участі     | не брала участі | не брала участі               | не брала участі               | не брала участі               | не брала участі               | не брала участі               | не брала участі               | не брала участі               |
| 2002                | не кваліфікувалася  | не кваліфікувалася  | не кваліфікувалася  | не кваліфікувалася  | не кваліфікувалася  | не кваліфікувалася  | не кваліфікувалася  | не кваліфікувалася  | 3               | 0                             | 0                             | 3                             | 3                             | 8                             | −5                            |                               |
| 2004                | не кваліфікувалася  | не кваліфікувалася  | не кваліфікувалася  | не кваліфікувалася  | не кваліфікувалася  | не кваліфікувалася  | не кваліфікувалася  | не кваліфікувалася  | 2               | 0                             | 0                             | 2                             | 0                             | 10                            | −10                           |                               |
| 2006                | не кваліфікувалася  | не кваліфікувалася  | не кваліфікувалася  | не кваліфікувалася  | не кваліфікувалася  | не кваліфікувалася  | не кваліфікувалася  | не кваліфікувалася  | 2               | 0                             | 0                             | 2                             | 0                             | 5                             | −5                            |                               |
| 2008                | не кваліфікувалася  | не кваліфікувалася  | не кваліфікувалася  | не кваліфікувалася  | не кваліфікувалася  | не кваліфікувалася  | не кваліфікувалася  | не кваліфікувалася  | 5               | 0                             | 1                             | 4                             | 4                             | 26                            | −22                           |                               |
| 2010                | не кваліфікувалася  | не кваліфікувалася  | не кваліфікувалася  | не кваліфікувалася  | не кваліфікувалася  | не кваліфікувалася  | не кваліфікувалася  | не кваліфікувалася  | 5               | 1                             | 0                             | 4                             | 3                             | 17                            | −14                           |                               |
| 2012                | не кваліфікувалася  | не кваліфікувалася  | не кваліфікувалася  | не кваліфікувалася  | не кваліфікувалася  | не кваліфікувалася  | не кваліфікувалася  | не кваліфікувалася  | 4               | 1                             | 0                             | 3                             | 2                             | 15                            | −13                           |                               |
| 2014                | не кваліфікувалася  | не кваліфікувалася  | не кваліфікувалася  | не кваліфікувалася  | не кваліфікувалася  | не кваліфікувалася  | не кваліфікувалася  | не кваліфікувалася  | 2               | 0                             | 0                             | 2                             | 1                             | 12                            | −11                           |                               |
| 2016                | не кваліфікувалася  | не кваліфікувалася  | не кваліфікувалася  | не кваліфікувалася  | не кваліфікувалася  | не кваліфікувалася  | не кваліфікувалася  | не кваліфікувалася  | 3               | 1                             | 0                             | 2                             | 3                             | 8                             | −5                            |                               |
| 2018                | не кваліфікувалася  | не кваліфікувалася  | не кваліфікувалася  | не кваліфікувалася  | не кваліфікувалася  | не кваліфікувалася  | не кваліфікувалася  | не кваліфікувалася  | 3               | 1                             | 0                             | 2                             | 2                             | 8                             | −6                            |                               |
| 2020                | не кваліфікувалася  | не кваліфікувалася  | не кваліфікувалася  | не кваліфікувалася  | не кваліфікувалася  | не кваліфікувалася  | не кваліфікувалася  | не кваліфікувалася  | 3               | 1                             | 1                             | 1                             | 7                             | 5                             | +2                            |                               |
| Усього              | –                   | –                   | –                   | –                   | –                   | –                   | –                   | –                   | 35              | 5                             | 2                             | 28                            | 26                            | 132                           | −106                          |                               |